# Liriomyza penita
Liriomyza penita är en tvåvingeart som beskrevs av Spencer 1976. Liriomyza penita ingår i släktet Liriomyza och familjen minerarflugor. Inga underarter finns listade i Catalogue of Life.